# 黄偉哲
黄 偉哲（こう いてつ、フアン ウェイジェ、1963年〈民国52年〉9月26日 - ）は中華民国（台湾）台南市出身の農学者、公衆衛生学者、政治家（民主進歩党）。2018年より現職の台南市長。

## 人物
1963年、国立台湾大学出身で医師の父・輝煌と蘇姓の母との間に生まれる。
妹の黄智賢は一つの中国および中国国民党を支持する中天電視のキャスター。弟の蘇紫雲は淡江大学整合戦略・科技中心の執行長。総統府秘書や行政院報道官を務めた黄重諺の父方のいとこ。

### 学歴
- 台北市立建国高級中学[5]
- （1989年卒）国立台湾大学農業推広学系（現・生物産業伝播・発展学系）[2]
- （1993年卒）米国・イェール大学スクール・オブ・パブリック・ヘルス（英語版）（公共衛生学部）マスター（修士号）[2][6]
- （2001年卒）米国・ハーバード大学（ケネディ・スクール[6]）公共行政（Public Administration）マスター（修士号）[2]

### 主義・主張
台大在学中には政治系サークルに属し、1988年台湾農民運動や三月学運（野百合運動）にも参加していた。
政治的立場を大きく異にする妹の存在と、台大出身の医師という自身の経歴などから「南部の柯文哲」と半ば親中派扱いされた際には厳重抗議を表明している。
- 民進党支持層でも賛否が分かれている同性婚合法化については「平等性を尊重する」と述べている[8]。
- 中華民国旅券の「台湾」表記化には賛同の意思を表明している[9][10]。
- 2020年中華民国総統選挙の党内予備選では現職蔡英文と頼清徳がその座を争うことになり、複雑な胸中を明かしていた[11]。

#### 対中関係
香港の反送中デモなど、一連の民主化運動には香港市民支持を表明している。

#### 対日関係
市長就任後、保阪尚希（タレント）、市内の男性外食店経営者、高橋紫微（女性フルート奏者）などの日本人を市の親善大使に任命している。
新型コロナウィルスの流行では友好都市を締結している日本の各自治体に見舞いのメッセージを発信している。

## 政界
台大とイェール大を卒業すると、謝長廷や葉菊蘭陣営で選挙スタッフ、蘇煥智の助理（議員助手）など民進党系立法委員の補佐を務め、1996年には国民大会代表に当選。行政院顧問や行政院農業委員会主任を経て、ハーバード大に留学。帰国後は台南県議および2005年から4期14年にわたって立法委員を務めた。
2012年の第八回中華民国立法委員選挙では次点の中国国民党候補者をダブルスコア以上の差をつけ当選。
2016年の第九回中華民国立法委員選挙では小選挙区の全当選者中では最高となる76.46%の得票率で当選。

### 台南市長
市長選の時期には文化資産を多く抱える台南のコンテンツツーリズム推進のために地元のクリエイターを支持し、市の公認イメージキャラクター『府城少女』の製作陣とコラボし各種選挙グッズを発注していた。しかし当選後は新営糖廠（新営区）跡地をACG産業の拠点とする事業が停止し、計画に協力していた地元市議から批判を受けている。
台湾で初となる市の契約職員採用で履歴書への顔写真添付を廃止を実施、容姿差別撲滅撲滅を推進した。

#### 施政評価
以下のものは市長としての評価。
遠見雑誌施政満足度調査（毎年5月）
- 2019年は市長個人への満足度が55.3（六都で4位、22県市で14位）、不満足度が40.2、施政満足度が64.2（六都で同率3位、22県市で同率13位）とまずまずの評価ではあるが、いずれのプラス評価も前任市長頼清徳より大きく下げた[25]。
- 2020年は満足度は81.1%（六都3位、全県市で6位）、不満足度は6.9%（六都2位、全県市で5位）、施政評価は74.7（六都3位、全県市で8位）、星は4.5[注 2]

天下雑誌施政満足度調査（毎年9月）
- 2019年は施政満足度が63.66で六都中3位、22県市中14位[27]。

就任1年
2019年12月に行われた民調では、市民の市長に対する満足度は62%から72%に上昇し、市政府でのチーム黄に対する満足度も56%から68%へと挽回している。
新型コロナウイルス

防疫対応では市内の感染者数が6直轄市で最も低いことや、公衆衛生の専門家としての黄の指揮ぶりなどから、2020年4月に行われた天下雑誌による民調では侯友宜（新北市長）とともに80%超の満足度となり、6市長のうち2番目の高評価だった。

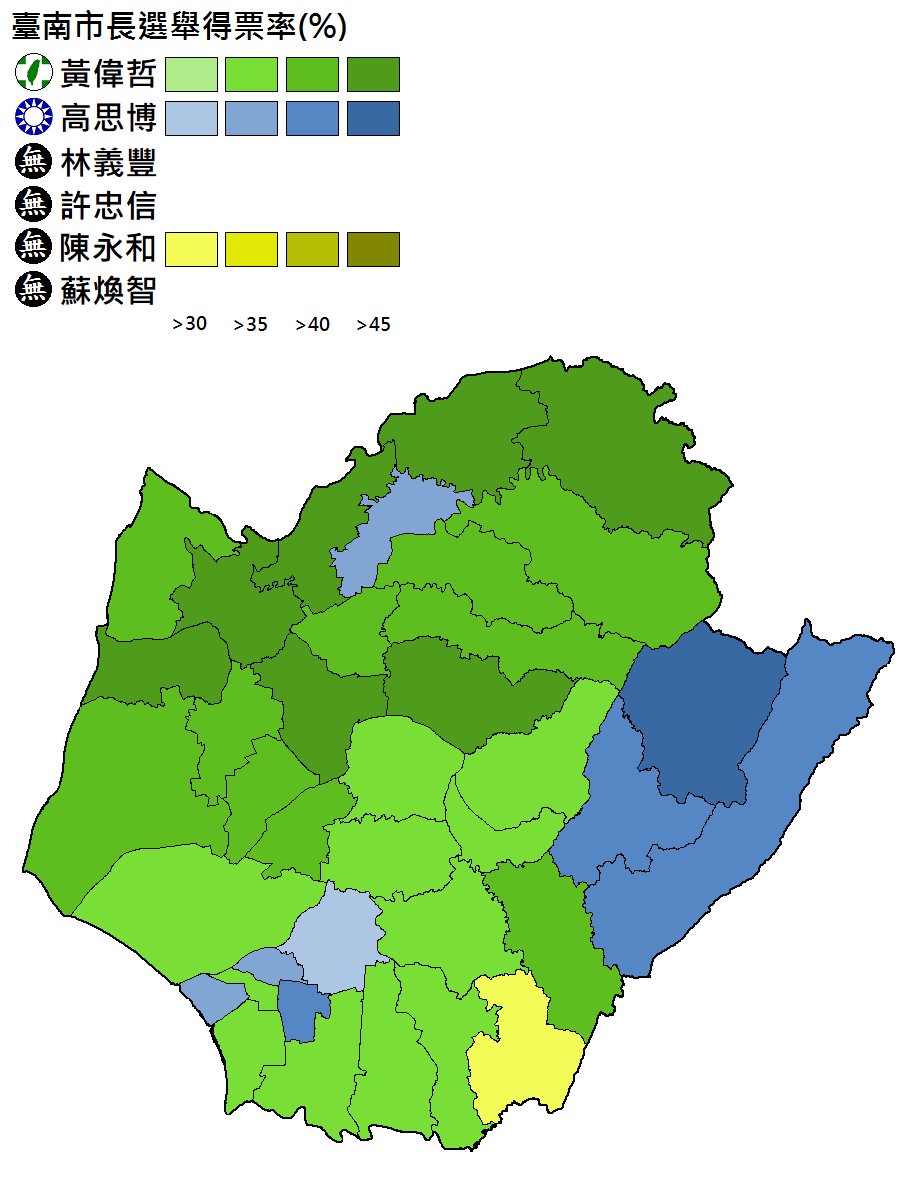
得票分布（緑が黄偉哲）

### 2018年台南市長選挙
一時は党内で新潮流系に属していたが、長らく無派閥の議員だった。頼清徳が行政院長に転じてその後任を争う2018年中華民国統一地方選挙では台南市長候補となった。高校、台大、ハーバードという学歴および三月学運、学者、政治家という経歴が似通っていた頼の後盾もあり、党内予備選では優位を保ち、2018年3月に正式な党公認候補に選出された。
民進党が伝統的に強かった台南でも蔡英文1期目の失望感と退潮の影響は免れず、元民進党立法委員だった蘇煥智が無所属で出馬したことや、無所属の陳永和の予想外の得票などで支持者の票が分散し、これまでのような圧勝とはならず22県市の首長当選者の中では最低の得票率だった。

## 選挙記録
| 年度 | 選挙                  | 選挙区           | 所属政党   | 得票数  | 得票率 | 当選           | 注釈 |
| ---- | --------------------- | ---------------- | ---------- | ------- | ------ | -------------- | ---- |
| 1996 | 第3回国民大会代表選挙 | 台南県第一選挙区 | 民主進歩党 | 45,810  | 17.05% |                |      |
| 2002 | 第15回台南県議員選挙  | 第十選挙区       | 民主進歩党 | 5,290   | 6.73%  |                |      |
| 2004 | 第6回立法委員選挙     | 台南県選挙区     | 民主進歩党 | 43,505  | 8.56%  |                |      |
| 2008 | 第7回立法委員選挙     | 台南県第二選挙区 | 民主進歩党 | 95,061  | 59.17% | 選挙区再編     |      |
| 2012 | 第8回立法委員選挙     | 台南市第二選挙区 | 民主進歩党 | 144,399 | 68.08% | 選挙区名変更   |      |
| 2016 | 第9回立法委員選挙     | 台南市第二選挙区 | 民主進歩党 | 146,414 | 76.47% | 全国最高得票率 |      |
| 2018 | 第3回台南市長選挙     | 台南市           | 民主進歩党 | 367,518 | 38.02% |                |      |
| 2022 | 第4回台南市長選挙     | 台南市           | 民主進歩党 | 433,684 | 48.80% |                |      |

### 註釈
1. ↑  ただし選挙公報では台北市となっている[1][2]。
2. ↑  高雄市長は罷免投票直前で韓国瑜本人に対する世論調査禁止期間だったため調査対象外となり5直轄市および全21県市による順位[26]